# Ormsjön, Gröndal

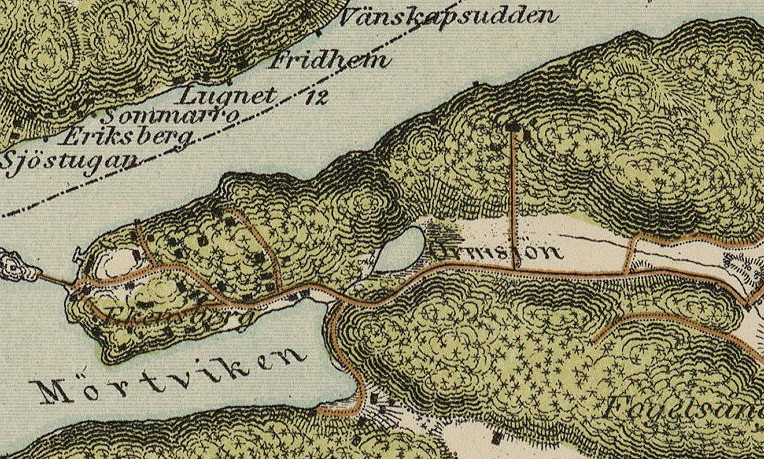
Mörtviken och Ormsjön, 1861.

Ormsjön var en mindre sjö belägen i dåvarande Brännkyrka socken i nuvarande kvarteret Bottenstocken i stadsdelen Gröndal i södra Stockholm. Sjön gav namn åt den inte längre existerande Ormsjöplan i Gröndal.

## Historia

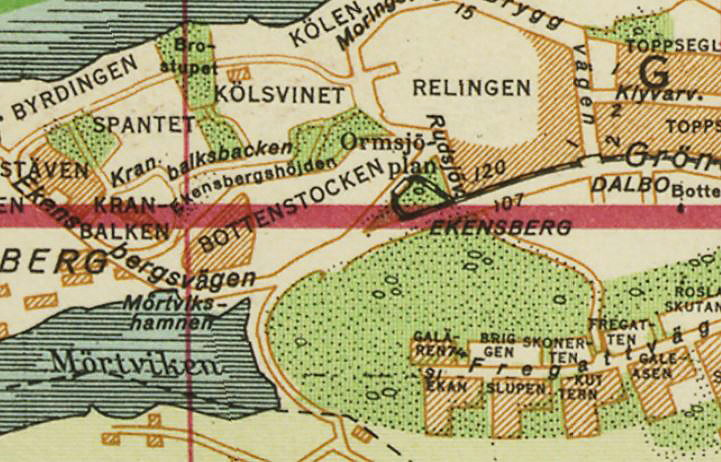
Mörtviken och Ormsjöplan, 1944.

Ormsjön låg i Mörtvikens dalgång och utgjorde en sista rest av det vattendrag som en gång i tiden hade förbindelse med Liljeholmsviken och Årstaviken via sjön Trekanten. Denna förbindelse bröts för cirka 1 500 år sedan genom den postglaciala landhöjningen. 
Ormsjön fanns fortfarande inritad på kartor från 1800-talets mitt och från 1900-talets början. När området stadsplanerades på 1930-talet lades sjöns sista rester igen och området fick kvartersnamnet Bottenstocken. Här låg sedan en liten park, kallad Ormsjöplan, som var vändplats och ändhållplats Ekensberg för Gröndalsbanan linje 18 som gick längs med Gröndalsvägen. Efter nedläggning av spårvagnen trafikerades sträcken av trådbuss nr 98 och därefter av motorbuss nr 63. Även Ormsjöplan som gatunamn försvann när några bostadshus uppfördes här i slutet av 1950-talet.

## Andra sjöar i Stockholm som försvann
- Ormträsket
- Lillsjön, Norra Djurgården
- Uggleviken
- Fatburen
- Träsksjön
- Bomsjön